# 禄市镇
禄市镇，是中华人民共和国四川省广安市华蓥市下辖的一个乡镇级行政单位。

## 行政区划
禄市镇下辖以下地区：
禄市社区、六水沟村、山门口村、大石坝村、姚家塝村、三圣寨村、走马岭村、凉水井村、小驴山村、大坡老村和月亮坡村。